# 祠壇 (澎湖)
祀壇，清代方志載無祀祠或無祀壇，俗稱石厝仔，日治時期多稱大眾廟；康熙23年（1684年）澎湖水師協鎮署捐建，主祀驅魔真君鍾馗，屬闔澎公廟。

## 沿革
南明永曆37年（1683年），福建水師提督施琅率師擊敗東寧王國海軍艦隊，未久，馮錫範、劉國軒奉請延平郡王鄭克塽薙髮降清。鄭克塽投降後，朝堂上經歷一番棄守臺灣與否的論戰，最終康熙皇帝在康熙23年（1684年）三月決議將臺灣與澎湖群島併入帝國版圖，澎湖設巡檢，當地派遣澎湖水師協副將駐守。同年，水師協鎮署於媽宮社西垵仔（港澳西濱）搭建祠壇。
文獻雖無明言祠壇為何人開基，康熙23年（1684年）出任澎湖水師協副總兵官為詹六奇，故澎湖祠壇之設立應能推論係詹氏主導。最初的祠壇設於媽宮公墓口，另設有大墳專納無主之白骨，官方每年於此操辦法會，但凡燈油香火皆由澎湖水師協鎮署捐輸。
澎湖祠壇主祀鍾馗，民間普遍以鍾馗為鬼王，認為其能約束眾鬼、替幽魂引路；值得一提的是鍾馗並非創壇主神，乃另行迎來，惟確切時間已不可考。
澎湖祠壇早無定名，清季創建以來以其為「厲壇」，官府於每年清明、中秋與十月朔日皆會舉辦例祭；而媽宮各廟宇若舉辦神誕慶典，亦會派廟中執事帶牲禮、紅龜粿等前往祠壇祭祀。日治時期大正二年（1923年）因應海軍徵用廟地，時任馬公區長陳柱卿遷建新廟於草樹仔尾（亦屬公共墓園），自此定名「祠壇」。
國民政府接管後，因馬公市人口增加，民宅遂往墓區擴張，漸漸造成人鬼混居的亂象，祠壇又有被迫遷移的紀錄；爾後約在民國64年（1975年）前後，臺廈郊後人許等成見原廟傾圯，募款重修增建，今與一石匠作坊並立於草樹尾（馬公市光明里民族路北段，713事件紀念步道小徑出入口處）；祠壇由於位置偏僻，兼之名聲不傳、人煙罕至，香火低迷。

### 年表
| 公元 | 時曆         | 備註                                                                         |
| ---- | ------------ | ---------------------------------------------------------------------------- |
| 1684 | 清．康熙23年 | 澎湖水師協建祠壇於媽宮社西濱（西垵仔）。                                     |
| 1750 | 清．乾隆15年 | 澎湖通判何器與水師協副將邱有章啟用公捐擴建祠壇。                             |
| 1764 | 清．乾隆29年 | 水師協右營遊擊戴福等重修。                                                   |
| 1781 | 清．乾隆46年 | 水師協副將招成萬率營重修。                                                   |
| 1820 | 清．嘉慶25年 | 右營遊擊阮朝良募同鹽課館連金源、郊鋪金長順捐修。                             |
| 1877 | 清．光緒三年 | 吳世忠捐資重建。                                                             |
| 1913 | 日．大正二年 | 日本海軍徵用廟地，馬公區長陳柱卿另建新廟，遷建民族路北段，自此定名「祠壇」。 |
| 1975 | 中華民國64年 | 1975年前後，臺廈郊鄉紳後人許等成見原廟傾圯，募款重修。                       |

## 碑文

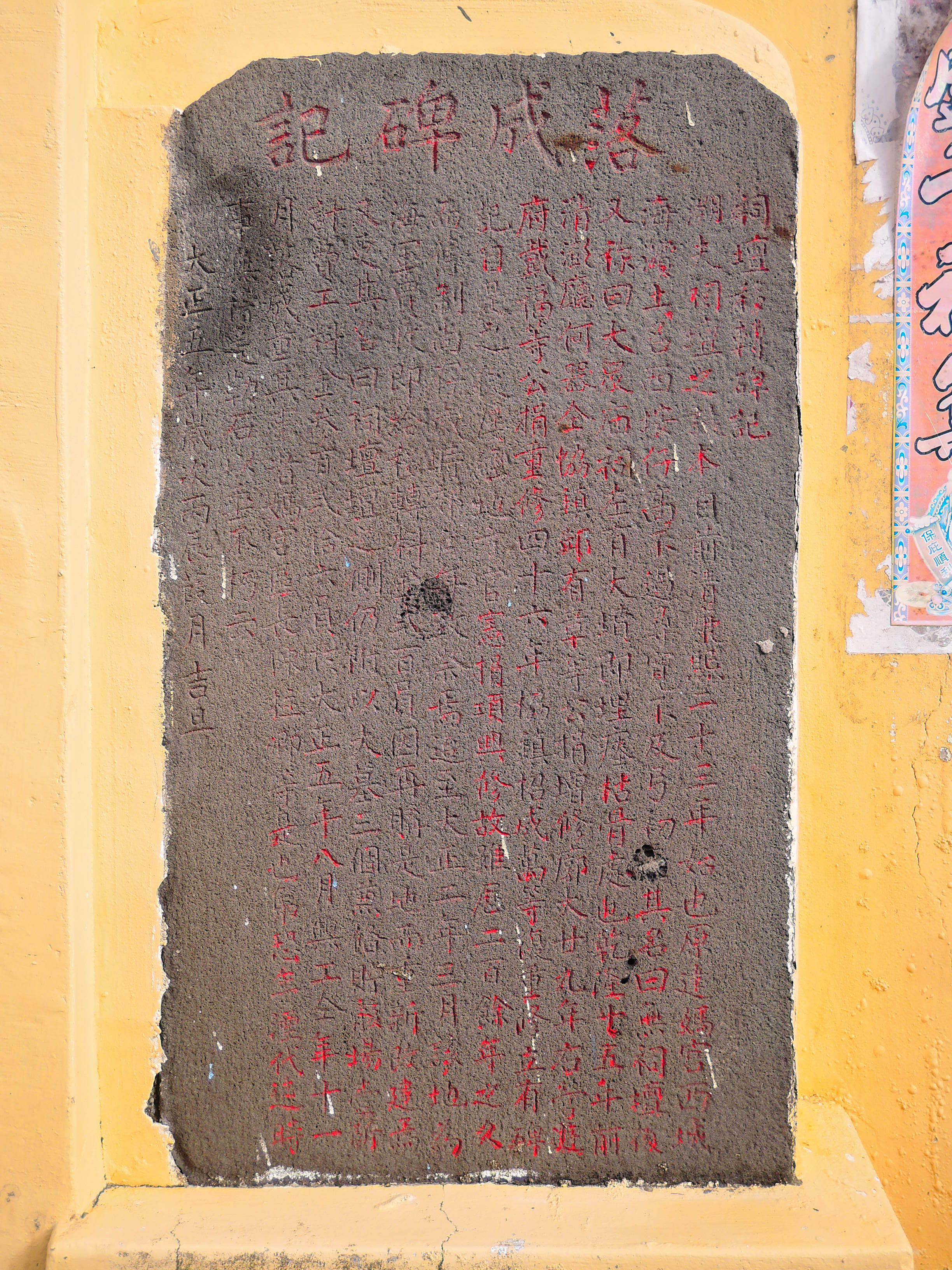
落成碑記，大正五年（1916）立

## 圖輯

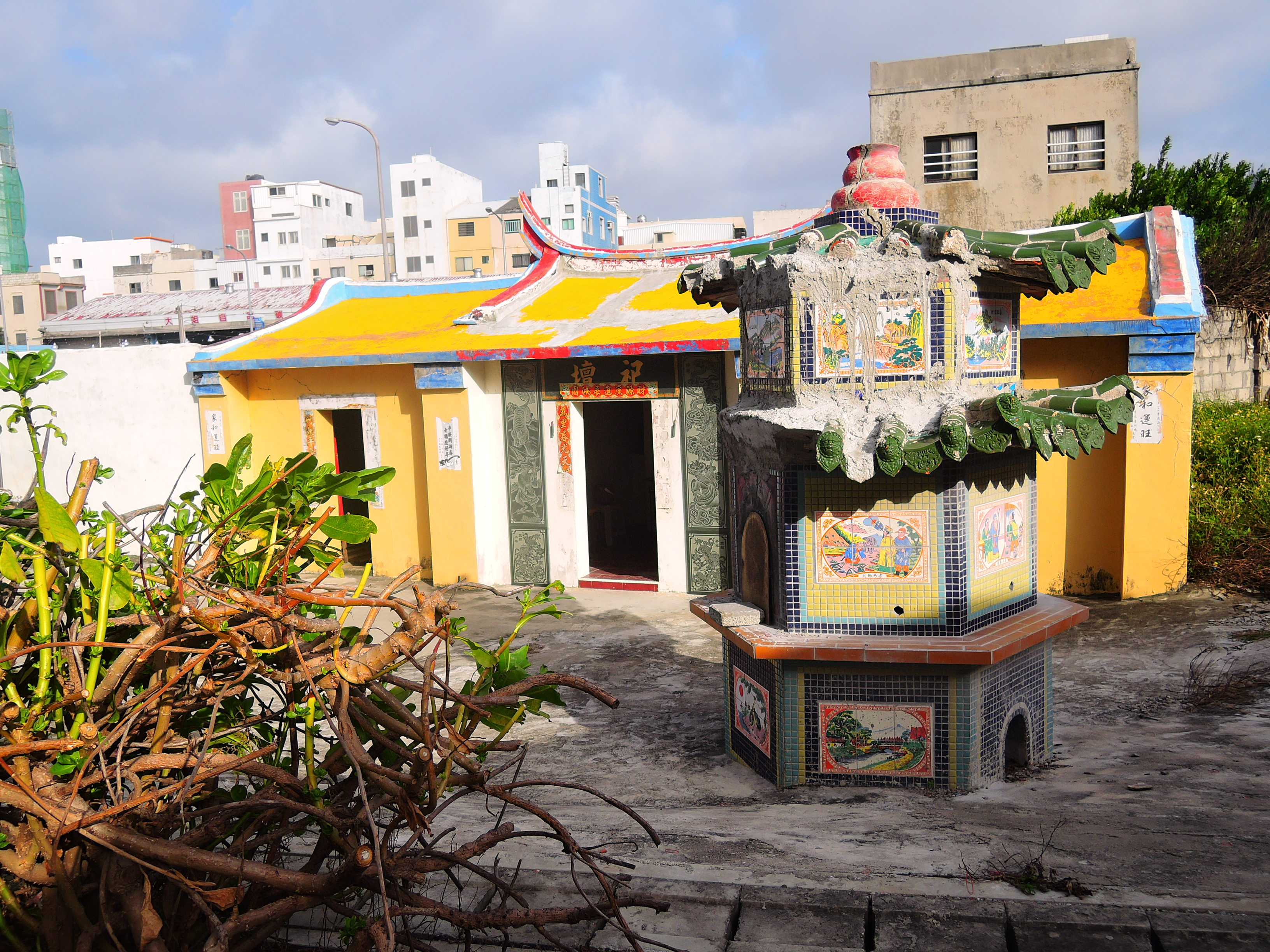
立面與香爐
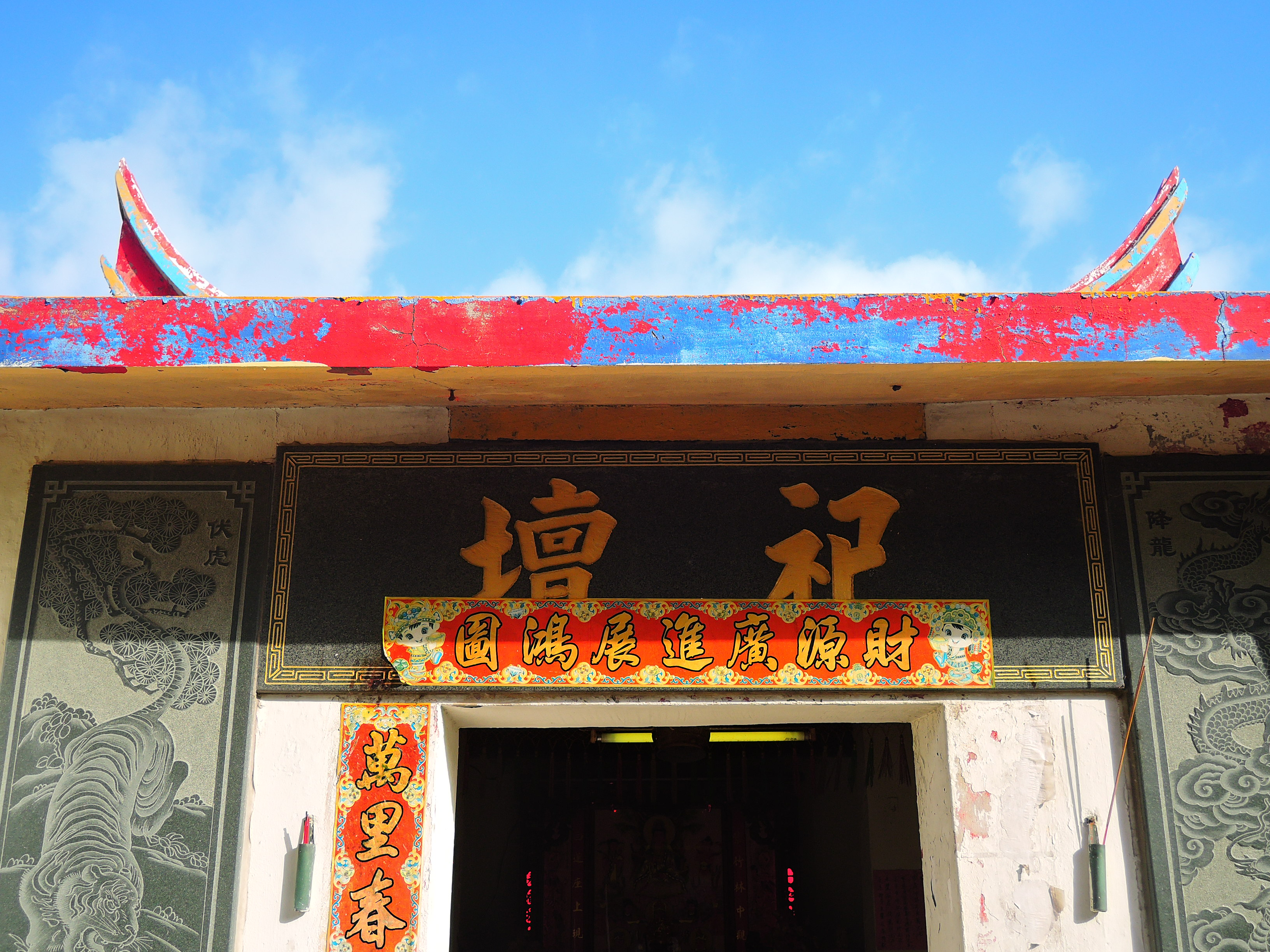
無聖旨牌
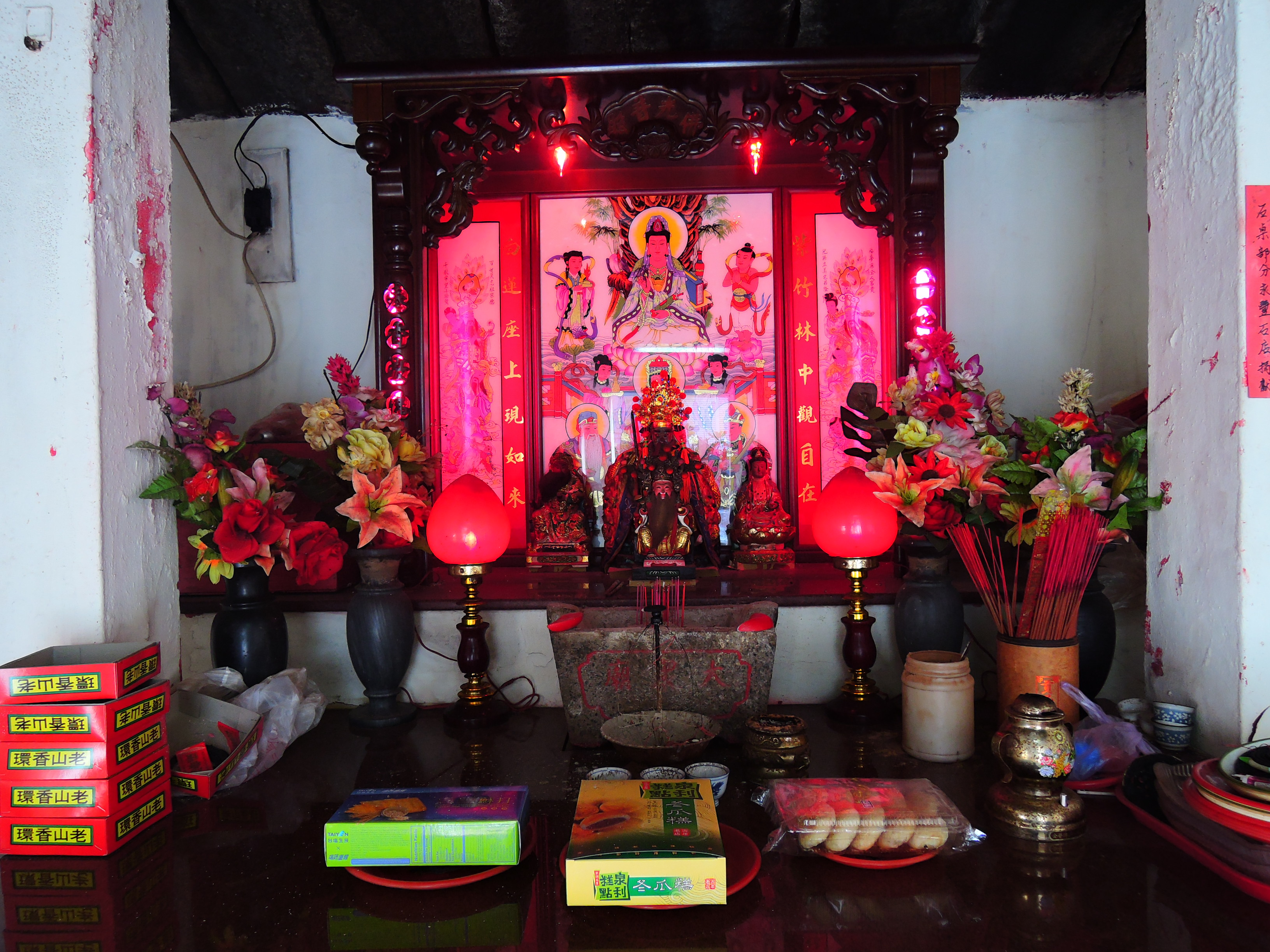
神像與神龕
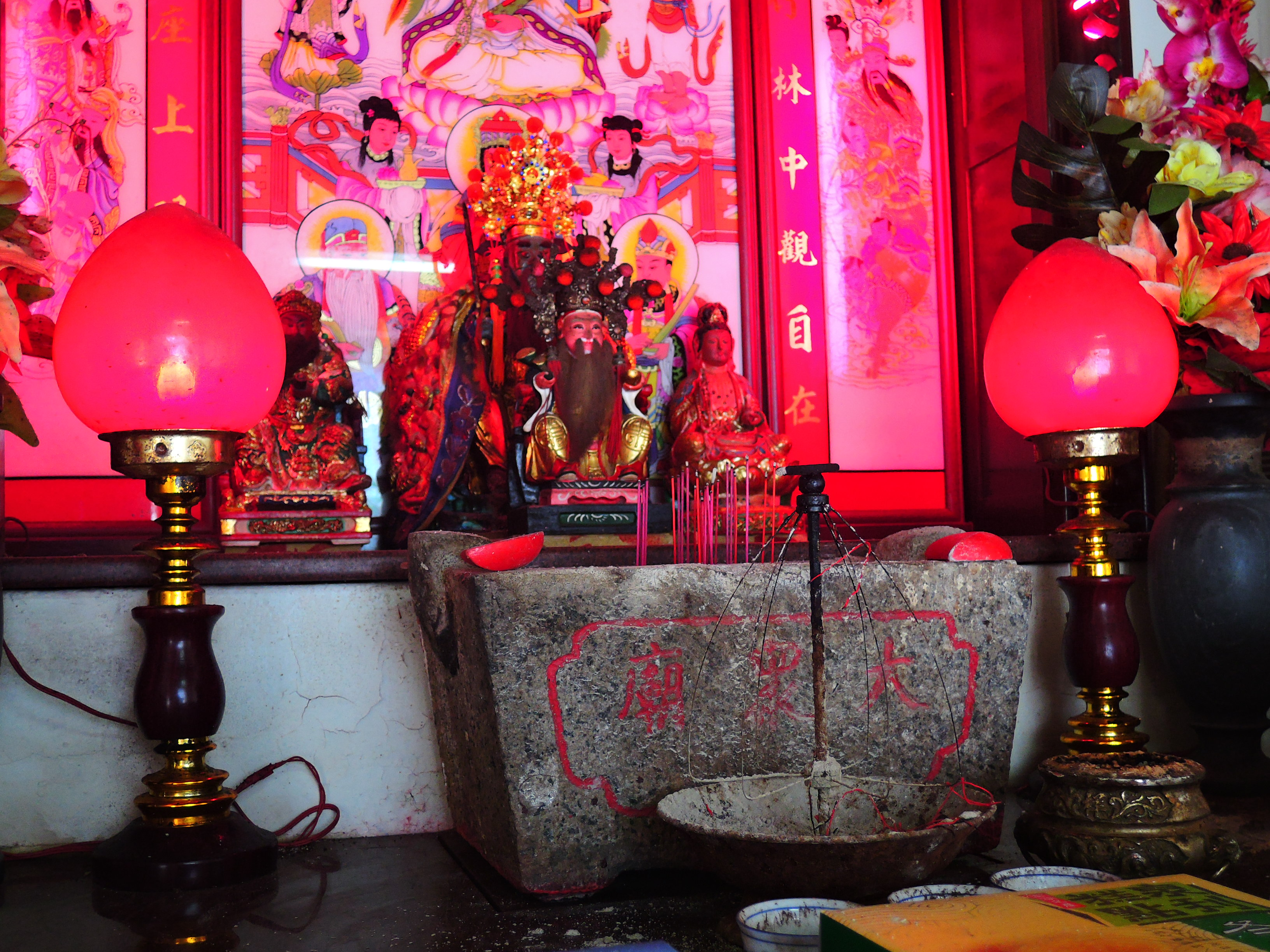
刻有大眾廟的香爐
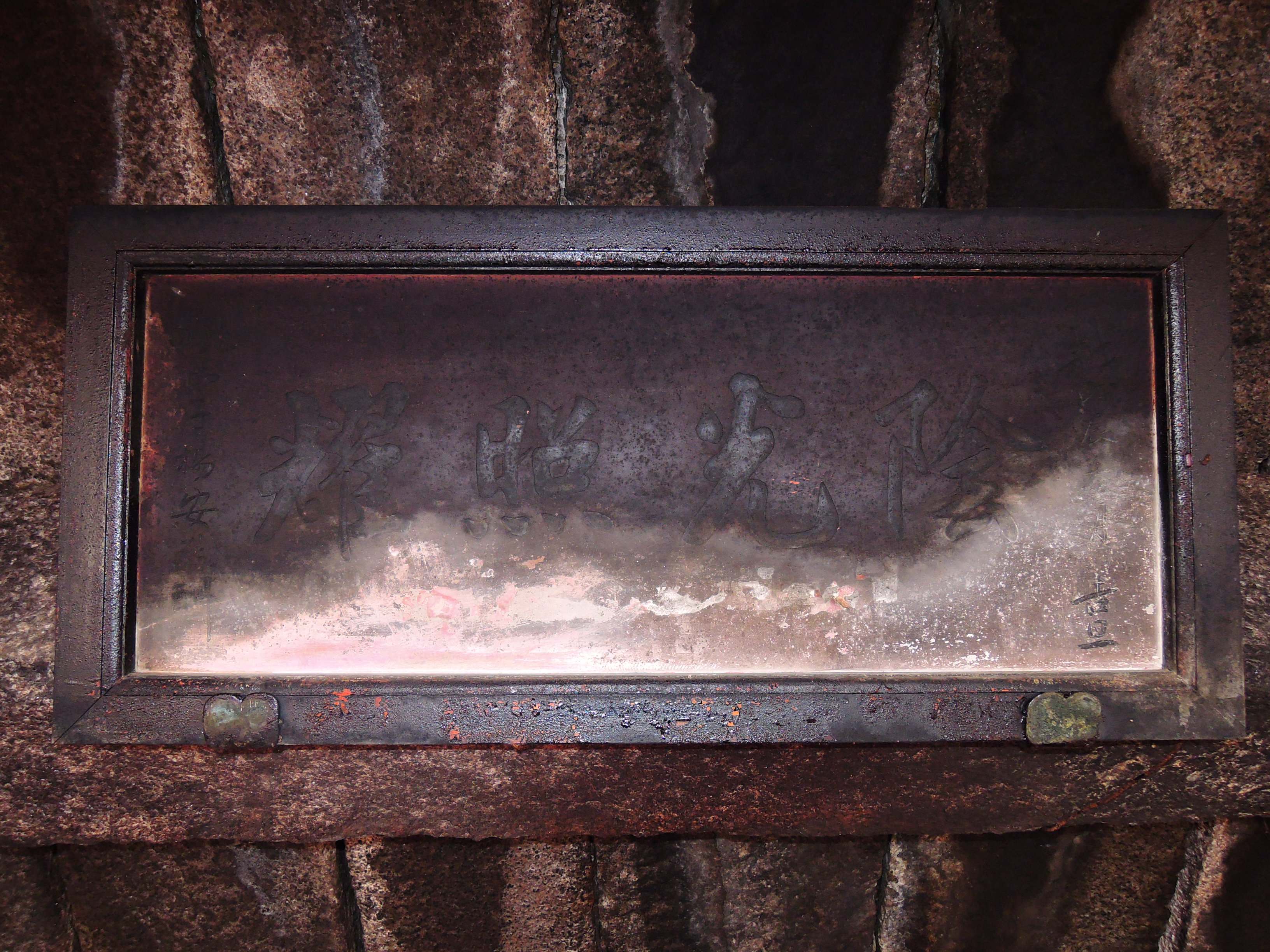
「陰光照耀」匾，楊安立
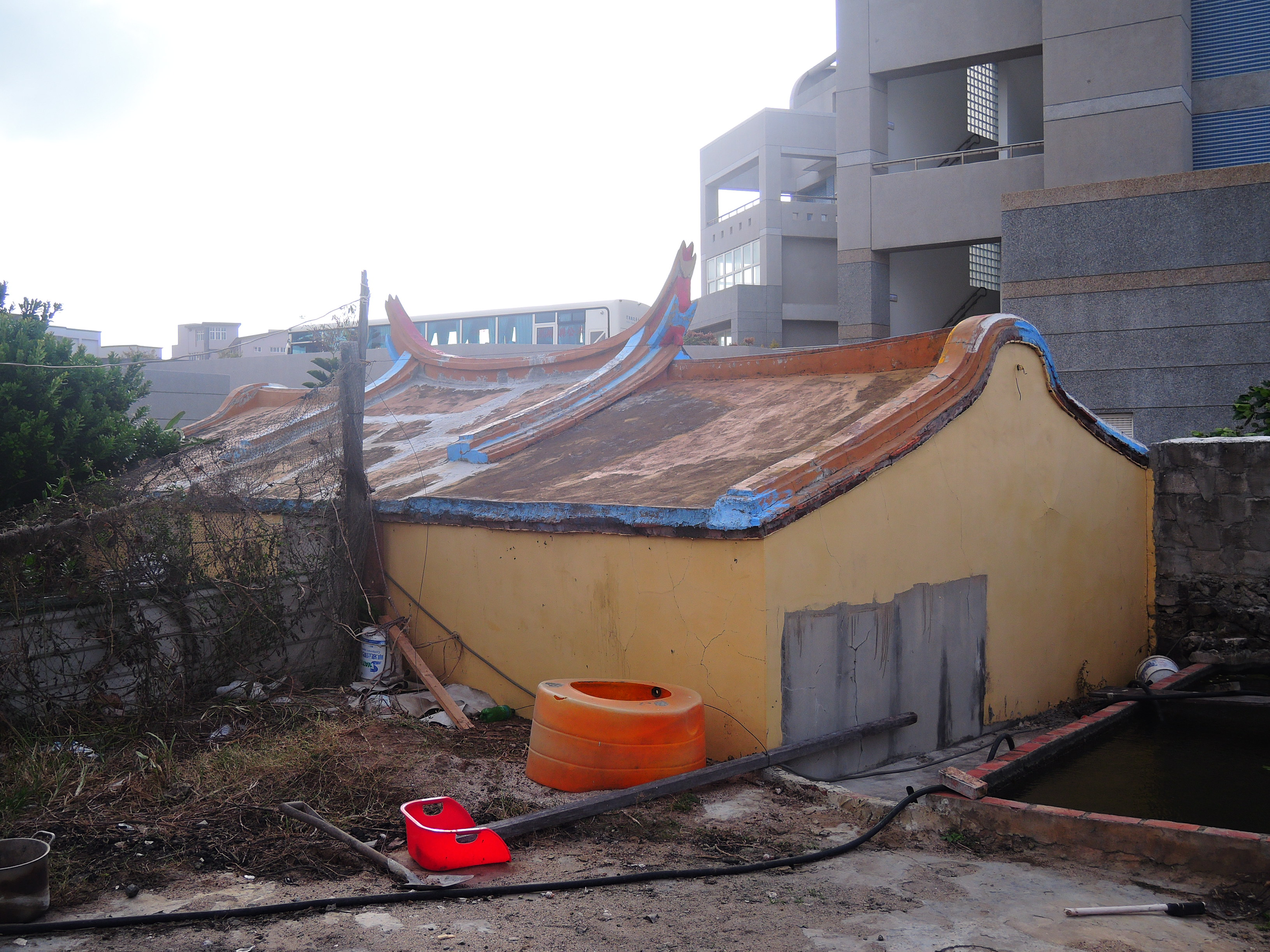
山牆後壁